# Empresa Boadilla
Empresa Boadilla, cuyo nombre legal es actualmente Sanjuan Abad, S. L., es una empresa española dedicada al transporte de viajeros por carretera.
A fecha de 2023, Empresa Boadilla cuenta con una flota de 53 autobuses.

## Historia
Fue fundada en junio del año 1989 en Boadilla del Monte, con el objetivo de cubrir las relaciones entre dicho municipio y Madrid.

## Actividad
La empresa sólo tiene una concesión en propiedad, bajo la cual operan 8 líneas interurbanas y 4 líneas urbanas. Sólo realiza líneas regulares en la Comunidad de Madrid, bajo la concesión cuya titularidad es del CRTM. Las concesiones que otorga el CRTM reciben la nomenclatura VCM indicando Viajeros Comunidad de Madrid.
| Línea | Recorrido                                                              | Observaciones              |
| ----- | ---------------------------------------------------------------------- | -------------------------- |
| 571   | Madrid (Aluche) - Boadilla del Monte (por Urbanización Montepríncipe)  |                            |
| 572   | Madrid (Aluche) - Ciudad de la Imagen                                  |                            |
| 573   | Madrid (Moncloa) - Boadilla del Monte (por Urbanización Montepríncipe) |                            |
| 574   | Madrid (Aluche) - Boadilla del Monte (por Ciudad Financiera)           |                            |
| 575   | Boadilla del Monte - Brunete                                           |                            |
| 591   | Madrid (Aluche) - Boadilla del Monte (Facultad de Informática)         |                            |
| 865   | Madrid (Moncloa) - Campus UPM Montegancedo                             |                            |
| N905  | Madrid (Moncloa) - Boadilla del Monte                                  | Servicio nocturno          |
| 1     | Paseo de Madrid - Olivar - Parque - Las Lomas                          | Urbanos Boadilla del Monte |
| 2     | Ferial de Boadilla - Valdepastores - Las Lomas                         | Urbanos Boadilla del Monte |
| 3     | Ferial de Boadilla - Valdecabañas - Bonanza                            | Urbanos Boadilla del Monte |
| 4     | Boadilla Centro - El Pastel                                            | Urbanos Boadilla del Monte |